# Deutsche Poolbillard-Meisterschaft 2003 (Herren)
Die Deutsche Poolbillard-Meisterschaft 2003 war die 29. Austragung zur Ermittlung der nationalen Meistertitel der Herren in der Billardvariante Poolbillard. Sie wurde im Stahlpalast in Brandenburg an der Havel ausgetragen.
Es wurden die Deutschen Meister in den Disziplinen 14/1 endlos, 8-Ball, 9-Ball und 8-Ball-Pokal ermittelt.

## Medaillengewinner
| Disziplin    | Gold                            | Silber                                     | Bronze                                | Bronze                          |
| ------------ | ------------------------------- | ------------------------------------------ | ------------------------------------- | ------------------------------- |
| 14/1 endlos  | Thorsten Hohmann (1. PBC Fulda) | Thomas Engert (PBC Düren-Nord)             | Martin Poguntke (1. PBC Fulda)        | Oliver Ortmann (PBV Anderten)   |
| 8-Ball       | Thomas Engert (PBC Düren-Nord)  | Stephan Ullmann (PBC Wild Turkey Nürnberg) | Andreas Roschkowsky (PBV Anderten)    | Martin Poguntke (1. PBC Fulda)  |
| 9-Ball       | Oliver Ortmann (PBV Anderten)   | Thomas Engert (PBC Düren-Nord)             | Michael Seeger (1. PBC Joker Geldern) | Ralf Wack (PBC Fortuna Bexbach) |
| 8-Ball-Pokal | Ralf Wack (PBC Fortuna Bexbach) | Uwe Kaiser (Astoria Walldorf)              | Dirk Paulus (BSV Dachau)              | Helmut Osterloh (Molbergen)     |

## Modus
Die 32 Spieler, die sich über die Landesmeisterschaften der Billard-Landesverbände qualifiziert hatten, spielten zunächst im Doppel-KO-System. Ab dem Viertelfinale wurde im KO-System gespielt.

## Wettbewerbe
Aus Gründen der Übersichtlichkeit werden im Folgenden jeweils nur die 16 bestplatzierten Spieler notiert.

### 14/1 endlos
| Platz | Spieler              | Verein                   |
| ----- | -------------------- | ------------------------ |
| 1     | Thorsten Hohmann     | 1. PBC Fulda             |
| 2     | Thomas Engert        | PBC Düren-Nord           |
| 3     | Martin Poguntke      | 1. PBC Fulda             |
| 3     | Oliver Ortmann       | PBV Anderten             |
| 5     | Ralf Wack            | PBC Fortuna Bexbach      |
| 5     | Charly Gaede         | BFC Fortuna Bexbach      |
| 5     | Stephan Ullmann      | PBC Wild Turkey Nürnberg |
| 5     | Sascha Trautmann     | BSC Groß-Gerau           |
| 9     | Thomas Hasch         | BFC Fortuna Berlin       |
| 9     | Daniel Schwerdtfeger | BC Saarbrücken           |
| 9     | Uwe Kaiser           | Astoria Walldorf         |
| 9     | Christoph Reintjes   | PBC Regensburg           |
| 13    | John Blacklaw        | PBC Bremen-Neustadt      |
| 13    | Andreas Steffen      | Fair Play Lübeck         |
| 13    | Michael Seeger       | 1. PBC Joker Geldern     |
| 13    | Lukas Röse           | 1. PBC Gera              |

### 8-Ball
| Platz | Spieler               | Verein                   |
| ----- | --------------------- | ------------------------ |
| 1     | Thomas Engert         | PBC Düren-Nord           |
| 2     | Stephan Ullmann       | PBC Wild Turkey Nürnberg |
| 3     | Andreas Roschkowsky   | PBV Anderten             |
| 3     | Martin Poguntke       | 1. PBC Fulda             |
| 5     | Jakob Belka           | BSV Pfullingen           |
| 5     | Florian Hammer        | BSF Kurpfalz             |
| 5     | Jörn Kaplan           | PBC Schwerte 87          |
| 5     | Alexander Young       | PBV Pinneberg            |
| 9     | Roman Arnold          | BIG Kiss Shot Lambrecht  |
| 9     | Sven Pauritsch        | 1. PBC Hellweg           |
| 9     | Guido Helvenstein     | PBC Herbolzheim          |
| 9     | Anastasios Kiriakidis | PBC Aalen                |
| 13    | Dirk Paulus           | BSV Dachau               |
| 13    | Helmut Heck           | BSF Kurpfalz             |
| 13    | Marcus Westen         | PBC Bielefeld            |
| 13    | Sascha Trautmann      | BSC Groß-Gerau           |

### 9-Ball
| Platz | Spieler             | Verein                   |
| ----- | ------------------- | ------------------------ |
| 1     | Oliver Ortmann      | PBV Anderten             |
| 2     | Thomas Engert       | PBC Düren-Nord           |
| 3     | Michael Seeger      | 1. PBC Joker Geldern     |
| 3     | Ralf Wack           | PBC Fortuna Bexbach      |
| 5     | Sascha Trautmann    | BSC Groß-Gerau           |
| 5     | Philip Rüthemann    | PBC Lübeck               |
| 5     | Florian Hammer      | BSF Kurpfalz             |
| 5     | Andreas Meyer       | 1. PBC Bitterfeld        |
| 9     | Carsten Königs      | BV Grafschafter Moers    |
| 9     | Stephan Ullmann     | PBC Wild Turkey Nürnberg |
| 9     | Alexander Dümling   | PBC Rot-Gelb Stolberg    |
| 9     | Andreas Roschkowsky | PBV Anderten             |
| 13    | Alexander Scholz    | BC Neckarsulm            |
| 13    | Michael Heinz       | 1. PBC Joker Geldern     |
| 13    | Lukas Röse          | 1. PBC Gera              |
| 13    | Thorsten Hohmann    | 1. PBC Fulda             |